# Wrong girl for that (album)
Wrong girl for that este al 5-lea album solo al Claudiei Cream și a fost lansat la data de 06 august 2009, la casa de discuri Cat Music. 
Pentru acest album Claudia Cream a lucrat aproape 2 ani de zile în Suedia cu echipa care a masterizat albumele legendarei trupei ABBA. Materialul lansat pe 6 august 2009, cuprinde 15 piese, dintre care 3 sunt remixuri. Dintre acestea, Candy, Just a little bit și Don't miss missing you beneficiază de câte un videoclip. Filmările au fost realizate în 3 zile pentru cele toate 3 piese-single.
"Wrong girl for that este cel mai de succes album al cântăreței, iar lansarea lui s-a realizat în peste 10 țări europene, fiind promovat mai mult pe plan internațional."

## Ordinea pieselor
Tracklist
| Nr.             | Titlu                                        | Lungime |  |
| 1.              | „Don’t miss missing you”                     | 4:11    |  |
| 2.              | „Wrong girl for that”                        | 3:05    |  |
| 3.              | „Somebody’s watching me”                     | 3:12    |  |
| 4.              | „Just a little bit” (Feat. Fatman Scoop)     | 4:20    |  |
| 5.              | „Hold on”                                    | 3:04    |  |
| 6.              | „Candy”                                      | 3:24    |  |
| 7.              | „Headlights off”                             | 3:24    |  |
| 8.              | „Experience”                                 | 3:28    |  |
| 9.              | „Obsession for you”                          | 3:37    |  |
| 10.             | „Give it up”                                 | 3:06    |  |
| 11.             | „Beautiful lies”                             | 3:37    |  |
| 12.             | „Who’s gonna wake me up”                     | 4:08    |  |
| 13.             | „Candy (Vito Benito Remix)”                  | 8:01    |  |
| 14.             | „Just a little bit (Deepside Deejays Remix)” | 5:17    |  |
| 15.             | „Just a little bit (Vito Benito Remix)”      | 8:00    |  |
| Lungime totală: | Lungime totală:                              | 63:54   |  |